# Hans Riesel
Hans Ivar Riesel (1929-2014) est un mathématicien suédois. Il est célèbre pour avoir trouvé en 1957 le dix-huitième nombre premier de Mersenne, demeuré jusqu'en 1961 le plus grand nombre premier connu. Il a également étudié les nombres qu'on a baptisés nombres de Riesel.

## Biographie
Hans Riesel est né à Stockholm en 1929. Il étudie les mathématiques et l'analyse numérique à l'université de Stockholm. Au début des années 1950, il travaille sur le premier ordinateur électronique de Suède, le BESK (en), qui fut pendant quelque temps l'ordinateur le plus rapide du monde. De 1960 à 1963, il occupe le poste de chef du département de mathématiques du Matematikmaskinnämnden (sv) (MMM), agence suédoise pour l'ingénierie informatique. Lorsque le MMM est absorbé par l'Agence suédoise pour le développement administratif (SAFAD), Hans Riesel reste au service du SAFAD jusqu'en 1969.
En 1969, il soutient son doctorat à l'université de Stockholm ; son mémoire est intitulé « Contributions to numerical number theory ». La même année, il est nommé professeur d'analyse numérique à l'Institut royal de technologie de Stockholm.

## Travaux
Un nombre de Riesel est un entier naturel impair k pour lequel les entiers de la forme k×2n – 1 sont tous composés. En 1956, Hans Riesel prouve qu'il existe une infinité de tels nombres, et montre que le nombre 509 203 possède cette propriété. Le problème de Riesel consiste ensuite à trouver le plus petit des nombres de Riesel, et il est actuellement (en 2012) conjecturé qu'il s'agit bien de 509 203. Afin de contrôler cette conjecture, un projet de calcul distribué (crible de Riesel (en)) a été initié en 2003 ; ce projet est désormais intégré dans le projet plus vaste PrimeGrid.
En septembre 1957, travaillant sur le BESK (en),, Hans Riesel établit que 23 217 – 1 est le dix-huitième nombre premier de Mersenne. Ce nombre de 969 chiffres restera le plus grand nombre premier connu pendant plus de quatre ans, jusqu'à ce qu'en novembre 1961, Alexander Hurwitz trouve simultanément M19 et M20, nombres respectivement de 1 281 et 1 332 chiffres obtenus sur IBM 7090.
Hans Riesel a pour domaine de prédilection les mathématiques expérimentales : en 1985, il publie à ce propos un ouvrage (réédité en 1994) consacré aux méthodes de factorisation : Prime Numbers and Computer Methods for Factorization. Ses autres domaines d'étude sont les nombres de Fermat, les nombres de Mersenne, le petit théorème de Fermat, les nombres de Bernoulli.
Hans Riesel a un nombre d'Erdős égal à 1.

## Éléments de bibliographie
Sauf indication contraire, ces publications sont en anglais.